# A Pound of Flesh for 50p
A Pound of Flesh for 50p, também conhecida como Melting House, foi uma escultura temporária, instalada ao ar livre, do artista Alex Chinneck, localizada em Londres, Reino Unido. Parte do Merge Festival da cidade, a escultura da casa de dois andares foi construída a partir de 8 mil tijolos de parafina e foi projetada para derreter com a ajuda de um aquecedor durante o tempo de exibição. Ela permaneceu em exibição entre 26 de setembro e novembro 18, 2014, com o telhado da estrutura se aproximando gradualmente do chão conforme a cera derretia. Depois de ter sido reduzida a "uma pilha de gosma endurecida", a escultura foi removida.